# 1137年
| 千纪： | 2千纪 |
| 世纪： | 11世纪 \| 12世纪 \| 13世纪 |
| 年代： | 1100年代 \| 1110年代 \| 1120年代 \| 1130年代 \| 1140年代 \| 1150年代 \| 1160年代                                                   |
| 年份： | 1132年 \| 1133年 \| 1134年 \| 1135年 \| 1136年 \| 1137年 \| 1138年 \| 1139年 \| 1140年 \| 1141年 \| 1142年                         |
| 纪年： | 丁巳年（蛇年）；西夏大德三年；金天會十五年；西辽康國四年；南宋紹興七年；刘豫阜昌八年；大理保天九年；越南天彰寶嗣五年；日本保延三年 |

## 大事记
- 加泰羅尼亞并入亞拉岡王國。
- 耶律大石率軍向察赤（今烏茲別克斯坦塔什干）、費爾干納盆地及澤拉夫尚河流域進兵，在忽氈（今塔吉克斯坦苦盞）遭到了西喀喇汗國可汗馬赫穆德·伊本·穆海默德的抵抗。西喀喇汗國戰敗，馬赫穆德敗逃回撒馬爾罕。
- 十一月十八日——金熙宗廢劉豫為蜀王並且廢除劉齊，將劉豫一家遷至上京臨潢府。

## 出生
- 暲子內親王

## 逝世
- 8月1日︰路易六世，法國卡佩王朝國王，綽號胖子王。（1081年出生，56岁）
- 洛泰爾二世（1075年－1137年，62岁），德意志國王和神聖羅馬帝國皇帝。
- 完顏宗翰，國相完顏撒改長子，金朝開國功臣。